# 吉尤薩萊山

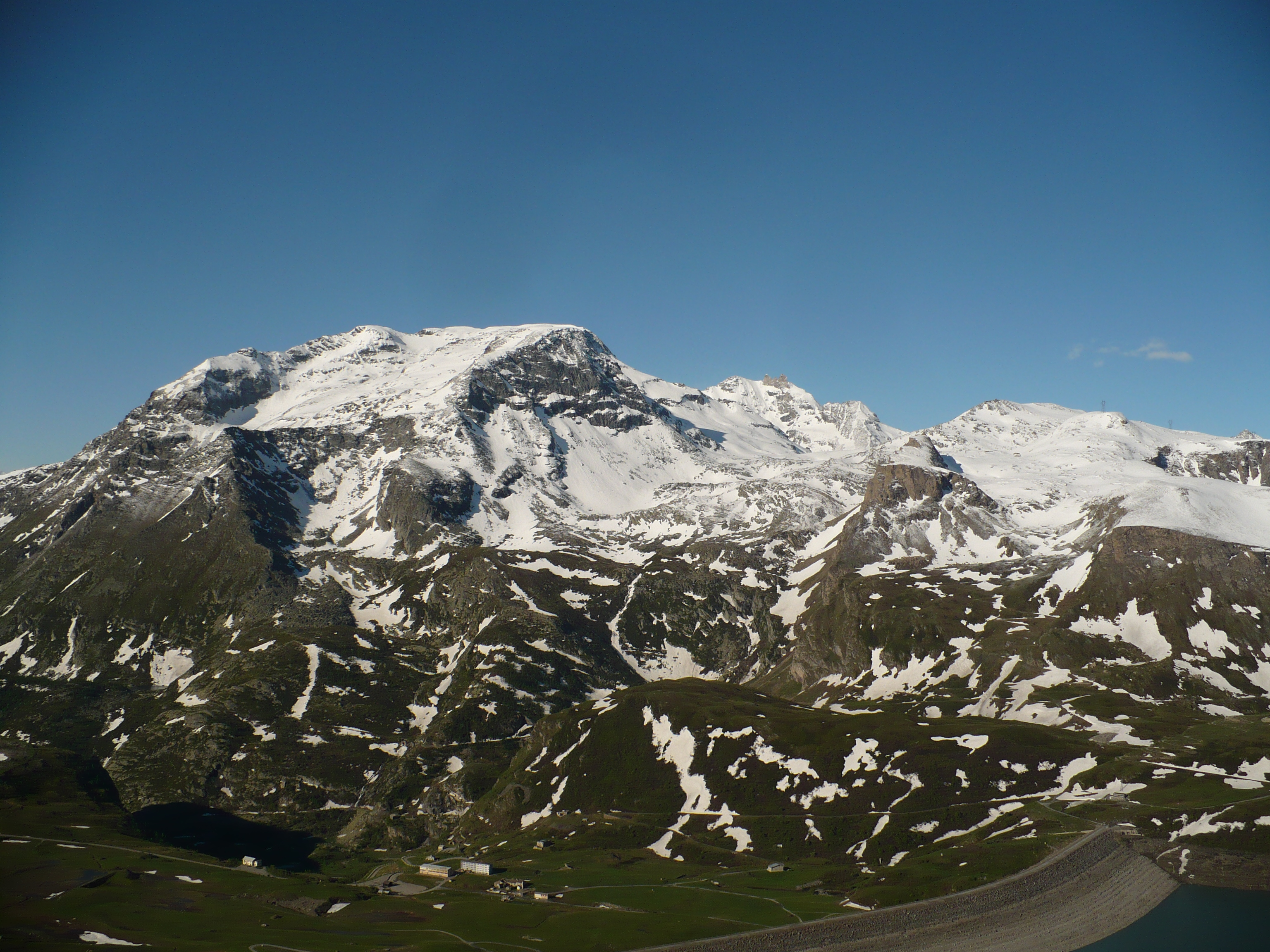

45°11′00″N 06°56′00″E / 45.18333°N 6.93333°E
吉尤薩萊山（法語：Mont Giusalet），是法國的山峰，位於該國東南部，由羅納-阿爾卑斯負責管轄，屬於科蒂安阿爾卑斯山脈的一部分，海拔高度3,312米。